# Cesáreo Ruiz
Cesáreo Ruíz (Logronyo, ? - ?) va ser un ciclista espanyol de primers del segle xx. Fou un dels primers vencedors d'etapa de la Volta a Catalunya. Anteriorment ja havia participat en la primera edició de la Volta a Tarragona on va haver d'abandonar a la segona etapa.

## Palmarès
- 1911
  - Vencedor d'una etapa a la Volta a Catalunya
  - 10è al Campionat d'Espanya